# Diocèse des Basses-Alpes
Cet article court présente un sujet plus développé dans : Diocèse de Digne, Ancien diocèse de Riez et Ancien diocèse de Sisteron.
Le diocèse des Basses-Alpes ou, en forme longue, le diocèse du département des Basses-Alpes est un ancien diocèse de l'Église constitutionnelle en France.
Créé par la constitution civile du clergé de 1790, il est supprimé à la suite du concordat de 1801. Il couvrait le département des Basses-Alpes. Le siège épiscopal était Digne.